# Atyria subdichroa
Atyria subdichroa là một loài bướm đêm trong họ Geometridae.